# Broken Foundation
Broken Foundation è un singolo dei Funeral for a Friend, pubblicato il 13 giugno 2011, scelto come terza traccia estratta da Welcome Home Armageddon, quinto album della band, pubblicato a marzo dello stesso anno. È l'ultimo singolo, nonché l'ultimo video ufficiale, in cui compare il batterista Ryan Richards, che nel 2012 lascia la band per motivi personali, sostituito da Pat Lundy. La versione live della canzone compare nel Live from the Roundhouse.

## Caratteristiche
La canzone è stata descritta dalla band come il singolo più pesante che abbiano mai pubblicato, presentando ad esempio come uniche parti di cantato pulito il ritornello, mentre il resto della canzone contiene lo scream di Ryan Richards. Contiene il primo ed unico assolo registrato di chitarra di Kris Roberts, nonostante il chitarrista avesse espresso il desiderio di non inserire assoli nelle canzoni in quanto odia doverli eseguire se non accompagnato dal cantato.

## Video
Il video ufficiale per Broken Foundation è stato diretto da Ben Smith della Gingenious Ltd., ed è stato pubblicato il 25 maggio. Raffigura la band mentre esegue live la canzone in un concerto ad Amsterdam il 2 maggio 2011, nel tour europeo in promozione per l'album. Il video è girato in bianco e nero e contiene numerosi salti di inquadratura ed effetti che conferiscono il senso dell'energia che la band sprigiona dal vivo.

## Formazione
- Matthew Davies-Kreye - voce
- Kris Coombs-Roberts - chitarra
- Gavin Burrough - chitarra
- Ryan Richards - batteria e voce
- Richard Boucher - basso